# Digama marmorata
Digama marmorata är en fjärilsart som beskrevs av Walker 1864. Digama marmorata ingår i släktet Digama och familjen björnspinnare. Inga underarter finns listade i Catalogue of Life.